# Festival de Bayreuth
El Festival de Bayreuth (en alemán: Bayreuther Festspiele) es un festival de música clásica, que se celebra cada año desde 1876 en Bayreuth, Alemania.
Está dedicado a la representación de óperas de la autoría del compositor alemán del siglo XIX Richard Wagner. El mismo Wagner concibió y promovió la idea de un festival especial para mostrar sus propias obras, en especial la tetralogía (representada en cuatro días) El anillo del nibelungo y Parsifal. Cuenta con una orquesta y coro propios, seleccionado de entre los mejores músicos del mundo especializados en Wagner. Su coro está considerado como de los mejores cuerpos corales para obras wagnerianas.
Las representaciones tienen lugar en un teatro diseñado ex profeso para el festival, el Bayreuther Festspielhaus (Teatro de los Festivales de Bayreuth). Wagner supervisó personalmente el diseño y la construcción del teatro, que albergaba numerosas innovaciones arquitectónicas con el fin de dar cabida a las inmensas orquestas para las que Wagner escribió su visión particular de lo que debería ser el montaje. Las obras que se representan en el Festival reciben el nombre de Canon de Bayreuth.
El festival se ha convertido en un peregrinaje para los entusiastas wagnerianos, que suelen esperar años para conseguir las entradas.

## Orígenes del festival

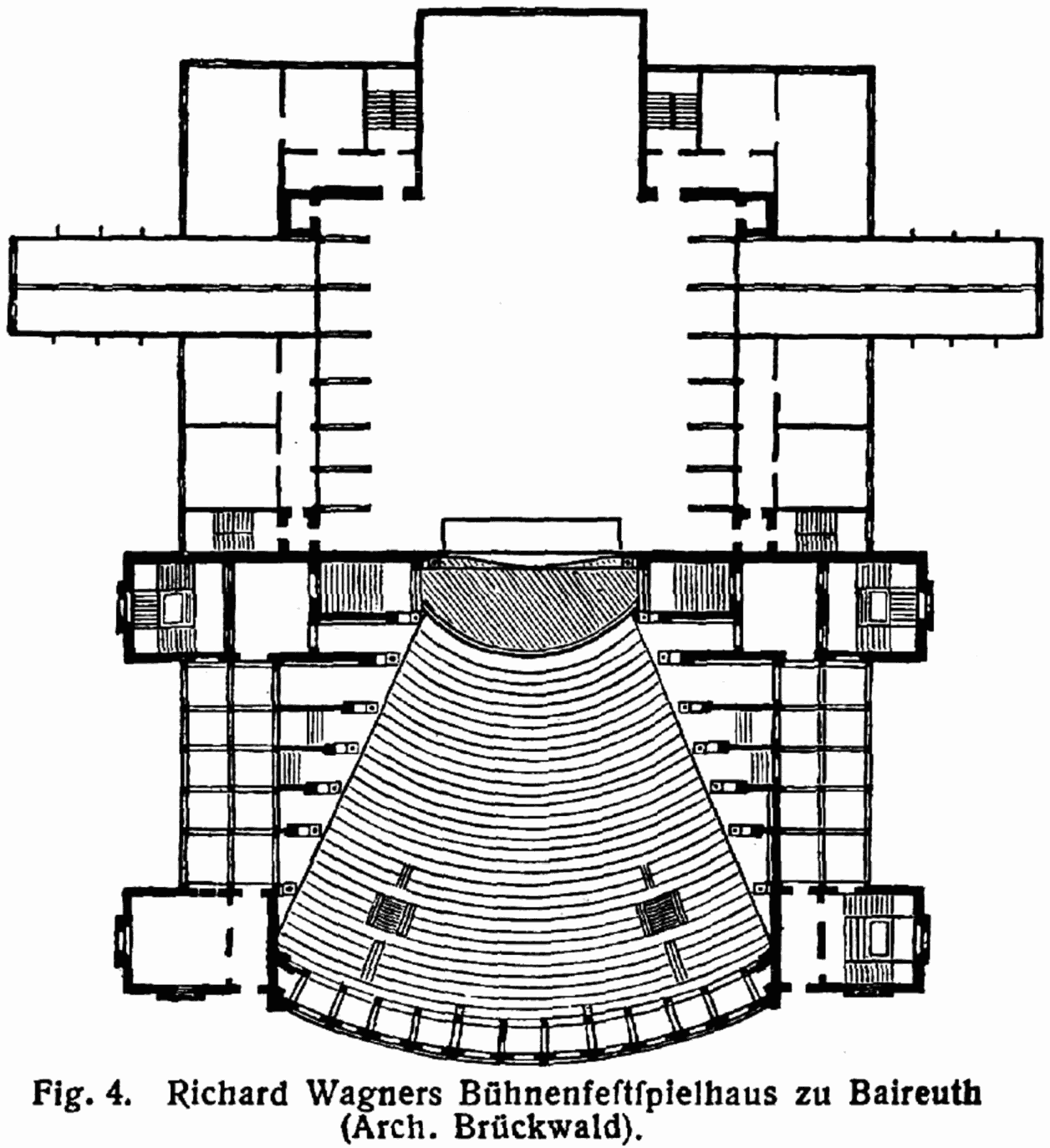
Planta del teatro.

Los orígenes del Festival se remontan al interés que el propio Richard Wagner tenía en contar con independencia financiera. El empeoramiento de su relación con su patrón, Luis II de Baviera, le llevó a dejar Múnich, dónde en un principio tenía planeado celebrar el festival. Después se interesó por Núremberg, lugar que habría reforzado la significación de sus obras, como Los maestros cantores de Núremberg. Finalmente, por consejo del director de orquesta Hans Richter, decidió centrarse en Bayreuth, ubicación que contaba con tres grandes ventajas: en primer lugar, la ciudad disponía de un espléndido escenario: el teatro de Ópera del Margrave construido para el margrave Federico de Brandemburgo-Bayreuth y su mujer Guillermina de Prusia (hermana del rey prusiano Federico el Grande) en 1747. Con su amplio aforo y su excelente acústica, el teatro era ideal para el propósito de Wagner. En segundo lugar, la ciudad de Bayreuth se encontraba fuera de las regiones en las que Wagner ya no disfrutaba del derecho a interpretar sus propias obras, que había vendido en 1864 para aliviar sus problemas financieros. Por último, la ciudad no tenía una vida cultural que pudiese competir con el talento artístico de Wagner. Una vez inaugurado, el festival sería la principal atracción en el desértico entorno cultural de Bayreuth.
En abril de 1870, Wagner y su mujer, Cosima, visitaron Bayreuth, encontrando inadecuada la Ópera del Margrave, que se había construido en 1744 pensando en las orquestas barrocas del siglo XVIII, y no podía acomodar los complejos montajes y las grandes orquestas que requerían las óperas wagnerianas.
Sin embargo, los burgomaestres se mostraron dispuestos a la construcción de un teatro totalmente nuevo, y se programó la inauguración del festival para 1873. Después de una reunión estéril para financiar el proyecto en la primavera de 1871 con el Canciller alemán, Otto von Bismarck, Wagner se embarcó en una gira para recaudar fondos por toda Alemania.
En un primer momento el público no se mostró muy pródigo. Así, para hacer frente al esfuerzo económico, que incluía la construcción de un nuevo teatro, Wagner siguió el consejo de su amigo y admirador Emil Heckel y promovió la constitución de numerosas sociedades wagnerianas para sufragar el festival. Entre otros lugares se formaron sociedades en Leipzig, Berlín y Viena.
A pesar del atractivo de las sociedades, basado en el rol de Wagner como compositor del nuevo Imperio Alemán, las sociedades y otras fuentes de financiación no alcanzaron los fondos necesarios para finales de 1872. Wagner decidió entonces tratar de nuevo con Bismarck en agosto de 1873, siéndole de nuevo denegados los fondos.
Desesperado, Wagner se dirigió a su antiguo patrón, Luis II de Baviera, quién finalmente accedió a prestarle apoyo financiero. En enero de 1874 comenzó la construcción del teatro diseñado por Gottfried Semper. El debut planeado para 1875 tuvo que posponerse un año debido a la construcción del teatro y otros retrasos.

## Primera etapa (1876 - 1944)

### El primer festival

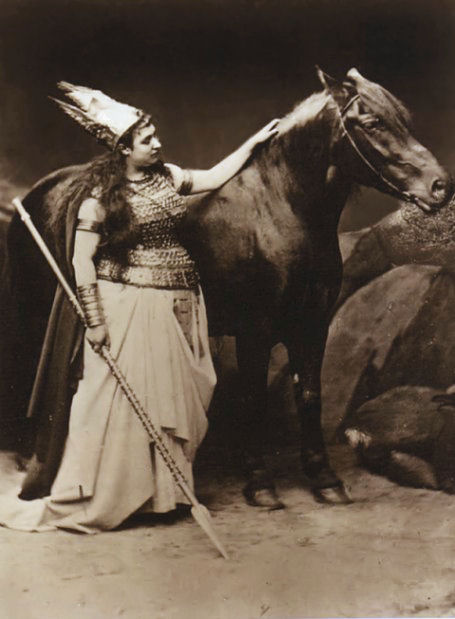
Amalia Materna, primera Brünnhilde en el Festival de 1876

El festival abrió sus puertas el 13 de agosto de 1876, con la representación completa, por primera vez, de las cuatro "jornadas" que componen El anillo del nibelungo. Las dos primeras, Das Rheingold y Die Walküre ya se habían estrenado anteriormente (en Múnich, en 1869 y 1870, respectivamente), pero las otras dos (Siegfried y Götterdämmerung) recibían su estreno mundial en esa ocasión. Los ensayos habían comenzado ya el verano anterior. Wagner concibió él mismo la puesta en escena, con ayuda del pintor austriaco Joseph Hoffmann, que diseñó los decorados, incluyendo novedosas e ingeniosas soluciones técnicas para la complejas exigencias del libreto. Hans Richter se encargó de la dirección musical. Se representaron tres ciclos completos de la monumental obra.
El primer Festival de Bayreuth se convirtió en todo un acontecimiento sociocultural: asistieron jefes de estado como el Kaiser Guillermo I de Alemania, Pedro II de Brasil, Luis II (asistió a los ensayos y después a algunas representaciones del último ciclo, en secreto, probablemente para evitar al Kaiser) y miembros de la nobleza, además del filósofo Friedrich Nietzsche; y grandes compositores contemporáneos de su director como Anton Bruckner, Edvard Grieg, Piotr Chaikovski, Camille Saint-Saëns y Franz Liszt.
En el plano artístico, el festival fue un éxito rotundo («Lo que ha acontecido en Bayreuth es algo que nuestros nietos y sus hijos seguirán recordando», escribió Chaikovsky en calidad de corresponsal ruso) aunque algunos problemas técnicos con la escenografía hicieron que Wagner renunciara a salir a saludar al público tras las primeras representaciones. Por otra parte, el aspecto financiero era desastroso: el festival se cerró con un déficit de 148.000 Marcos (equivalentes a 1.14 millones de Euros). Wagner se vio obligado a viajar a Londres para dirigir una serie de conciertos tratando de paliar el déficit, pero no recaudó más que una pequeña parte de lo necesario. Una nueva aportación del rey Luis II le ayudó a sobrellevar la situación, pero las deudas y dificultades financieras hicieron que el festival no pudiera repetirse hasta 1882.

### El estreno deParsifal

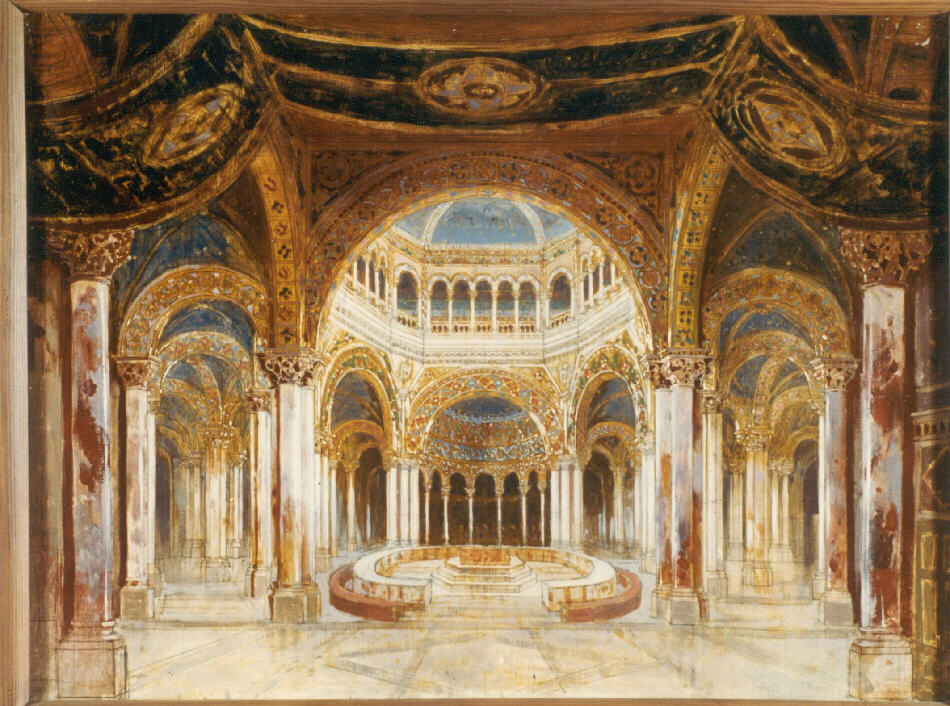
Diseño de Paul von Joukowsky para el estreno de Parsifal en 1882

Wagner comenzó la composición de su última obra escénica en el verano de 1877, con la mente puesta en el espacio escénico y en la acústica del teatro de Bayreuth. Mientras tanto, comienza a trabajar sobre la posibilidad de un segundo festival en Bayreuth. Algunos escritos de Wagner indican que tenía la idea de que el festival sirviera como norma de la forma correcta, según él mismo, de representar e interpretar todas sus obras. De hecho, hasta poco antes de su muerte tenía planes para revisar profundamente obras como Tannhäuser y Der fliegende Holländer para que fueran "dignas de Bayreuth". En 1878 consigue paliar en parte las pérdidas del primer festival, obteniendo un crédito que se pagaría con los ingresos de los derechos de autor generados por la representación de sus obras en Múnich. En 1880 Wagner expresa la idea de instituir un Festival "permanente" en Bayreuth, y de reservar Parsifal en exclusiva para ser representado allí. A principios de 1882 da por terminada la composición, y comienza a organizar el estreno para ese verano.
Wagner aceptó a Hermann Levi para la dirección musical, a cambio de poder contar con los músicos de la orquesta de la Ópera de la Corte de Múnich. Levi, hijo de un rabino, se convirtió en el director exclusivo de Parsifal en el festival los siguientes diez años. Franz Fischer dirigió algunas funciones, y el propio Wagner tomó la batuta al final del último acto de la última de las 16 representaciones. De nuevo, el propio Wagner asumió la puesta en escena. La producción original, con decorados diseñados por Paul von Joukowsky se mantuvo en escena en el Festival hasta 1933, llegando a un total de 205 representaciones. Debido al carácter místico de la temática de la obra, Wagner pidió al público que no aplaudiera en los descansos ni al final de la obra (aunque parece que la respuesta a los deseos del autor no fue unánime en las primeras representaciones). La tradición se consolidó, y se mantuvo hasta el festival de 1964, última ocasión en la que Hans Knappertsbusch dirigió la obra. Actualmente se mantiene la tradición solo al final del primer acto.
Wagner murió en Venecia el 13 de febrero de 1883, y fue enterrado en el jardín de la villa Wahnfried, en Bayreuh.
La exclusividad de la obra para el Festival de Bayreuth se mantuvo, soportada legalmente, hasta 30 años después de la muerte de Wagner. Además de por razones artísticas, Wagner dispuso esta norma para asegurar la futura viabilidad económica del festival, y de su familia. En diciembre de 1903, el Metropolitan Opera de Nueva York organizó una representación, alegando que la legislación alemana de derechos de autor no tenía jurisdicción en Estados Unidos. A esta primera representación "pirata" siguieron otras en varias ciudades de América. El 1 de enero de 1914, una vez cumplido el plazo legal, teatros de todo el mundo organizaron representaciones de la obra "liberada", contra la feroz oposición de los herederos del autor, y de un amplio grupo de artistas e intelectuales de todo el mundo (con el que se mezclaron movimientos de tendencia nacionalista germánica, e incluso xenófobo). La primera de estas representaciones fuera de Bayreuth fue la que comenzó la noche del 31 de diciembre de 1913 en el Liceo de Barcelona, gracias a la diferencia horaria. Desde el día siguiente hasta el inicio de la Primera Guerra Mundial la obra se estrenó en hasta 46 ciudades europeas.

### Cosima Wagner (1883 - 1906)

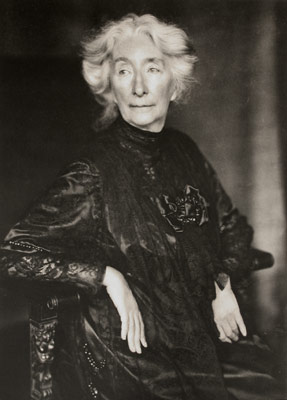
Cosima Wagner en 1905

Tras la muerte de Wagner, su viuda y heredera, Cosima Wagner asumió la dirección del Festival, que se celebró de nuevo en 1883, con 12 nuevas representaciones de Parsifal. El festival, debido a los problemas económicos no consiguió alcanzar la deseada estabilidad, y tuvo que interrumpir su periodicidad anual en varias ocasiones. Cuando Adolf von Gross, amigo de la familia, se encargó de la gestión financiera del festival impuso una estricta austeridad en el gasto, lo que permitió alcanzar una relativa estabilidad económica, que llegó en 1906, cuando la familia Wagner consiguió devolver los créditos privados que habían sido concedidos por la casa real de Baviera.

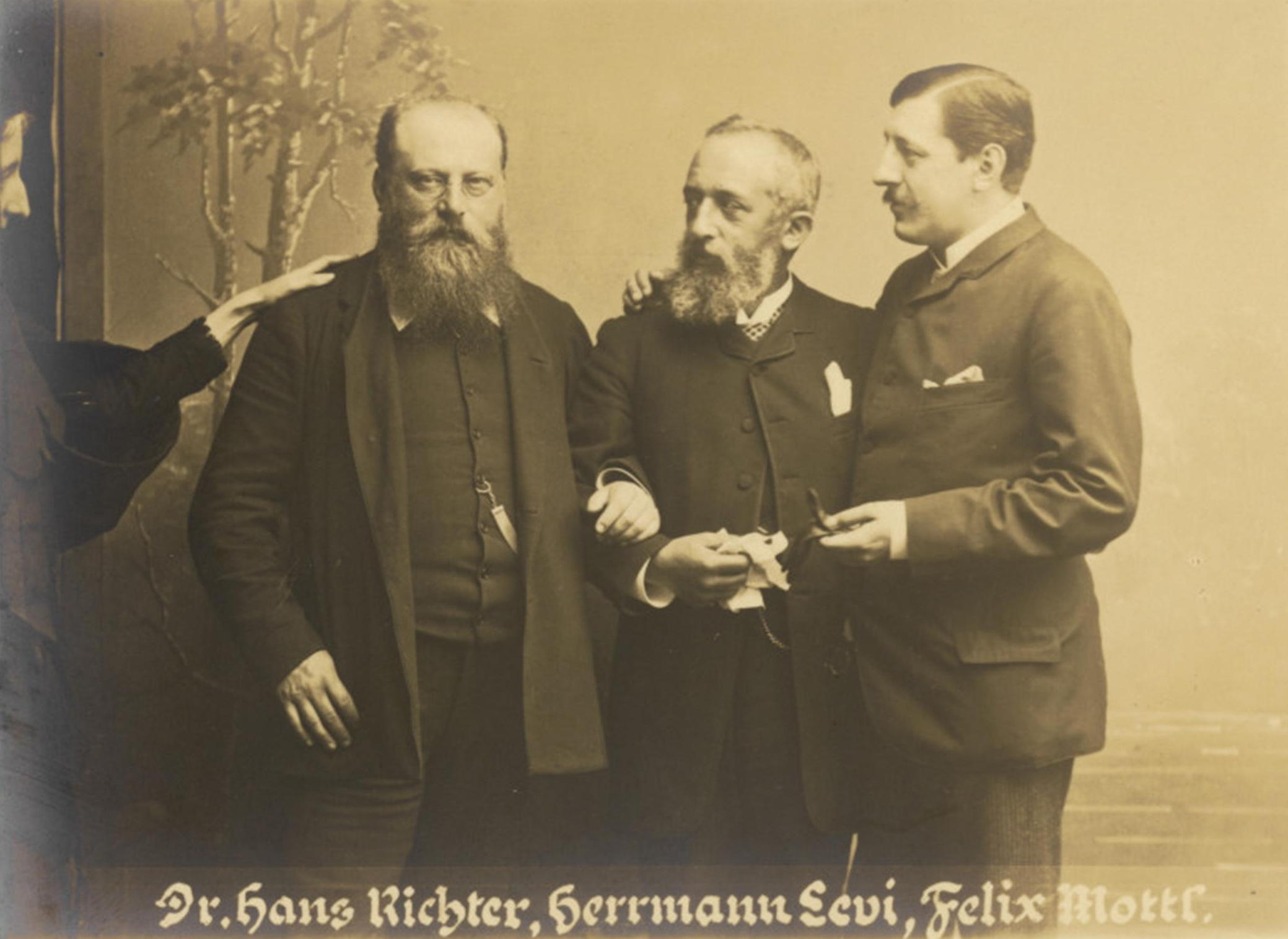
Hans Richter, Hermann Levi y Felix Mottl

Debido al descenso de la demanda de la audiencia, lo que provocó que muchas representaciones se hicieran con la mitad del aforo del teatro vacío, Cosima decidió ampliar el repertorio, introduciendo Tristan und Isolde en 1886, Die Meistersinger von Nürnberg en 1888, Tannhäuser en 1891, Lohengrin en 1894, y, finalmente, en 1896, una segunda producción de El Anillo que se mantuvo hasta 1931. La propia Cosima asumía la dirección escénica de la mayoría de las producciones, estableciendo la "norma" que conservaba los deseos del autor. Richter y Levi se mantuvieron en la dirección musical, junto con Felix Mottl, Karl Muck, Richard Strauss y el propio hijo de Wagner, Siegfried, que ya había colaborado con su padre en el montaje escénico de Parsifal en 1882, y que en 1896 tomó la batuta en el Anillo. En 1901 se añadió El holandés errante como décima obra del repertorio del Festival. Hasta hoy se sigue manteniendo este conjunto (conocido como "canon de Bayreuth"), que excluye las tres primeras óperas del compositor, por las que el propio Wagner no mostró especial interés en incluir en el repertorio del Festival.
Cosima mantuvo durante su mandato un cierto inmovilismo artístico, debido a su rígido sentido de fidelidad a la obra de su marido. Aunque en su elección de artistas se abrió a la posibilidad de contratar cantantes de fuera de Alemania, sus criterios de selección se basaban no solo en su calidad, sino en su disponibilidad para someterse a sus rígidos estilos de producción, con movimientos escénicos ajustados a las frases musicales, y con una prioridad total para la claridad de la dicción. Cuando, por consejo médico, Cosima tuvo que renunciar a la dirección del festival, y la cedió a su hijo Siegfried, este mantuvo en gran medida los criterios artísticos de su madre. Cosima, en cualquier caso, siguió "en la sombra" a la cabeza del festival durante casi 20 años.

### Siegfried Wagner (1906 - 1930)

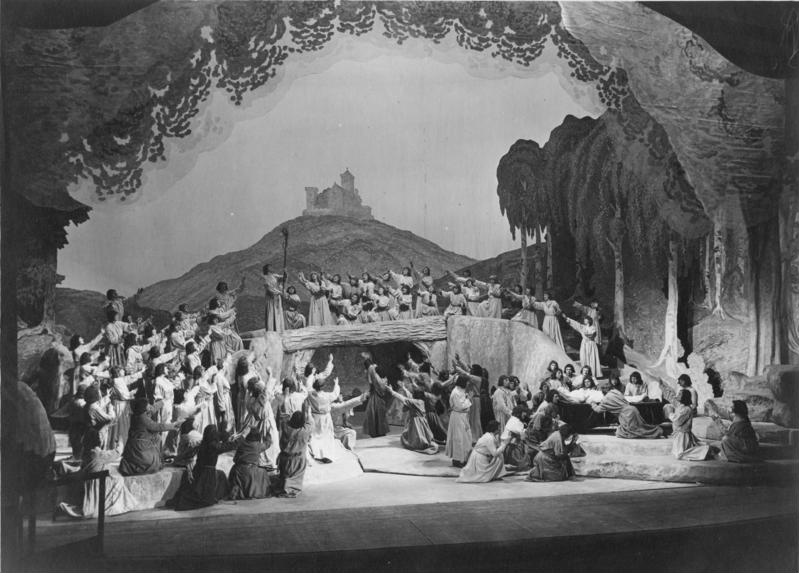
Producción de Siegfried Wagner de Tannhäuser (1930)

Siguiendo la tradición, Siegfried se encargó de la dirección de escena de las obras presentadas en el Festival. En una primera etapa introdujo cambios de forma gradual en el estilo de las producciones de Cosima, como sustituir los telones pintados por escenarios sólidos, aumentar la profundidad de la escena, introducir el color en las monótonos decorados originales, mejorar las técnicas de iluminación, introducir las proyecciones, y dar más libertad de movimientos a los cantantes. Después fue presentando nuevas producciones de las óperas "secundarias" (manteniendo en cartel la producción original de Parsifal de 1882 y la del Anillo de 1896, pero con ligeras "modernizaciones"). Su última puesta en escena, la de Tannhäuser en 1930, representa un cambio significativo con respecto al estilo escénico original de Bayreuth. Al mismo tiempo, dirigió la orquesta regularmente, alternando con los directores "de la casa" (Richter y Muck). En esta etapa destacaron en el Festspilelhaus cantantes como Anna Bahr-Mildenburg, Lilly Hafgren-Waag o Alfred von Bary.
En 1914, el inicio de la Primera Guerra Mundial, a finales del mes de julio, obligó a la suspensión de las representaciones del festival. La devolución de las localidades provocó graves pérdidas económicas. La crisis económica que siguió al final de la guerra provocó que el festival no pudiera reanudarse hasta el verano de 1924, diez años después de su suspensión. Ese año se programaron dos ciclos del Anillo, siete funciones de Parsifal y cinco de Meistersinger. El estreno de esta última obra se convirtió en un evento abiertamente nacionalista, con presencia de líderes del pangermanismo, como Erich Ludendorff o Heinrich Class. El aplauso final dio paso al canto del Deutschlandlied por parte de todo el público puesto en pie. Tras la reanudación del festival, Siegfried tuvo que encontrar artistas adecuados para mantener el nivel artístico. Además de contar con los "veteranos" Karl Muck y Michael Balling, contrató a Fritz Busch, que no "encajó" con el carácter conservador del festival, y no volvió al año siguiente. Siegfried contrató en su lugar a Karl Elmendorff y Franz von Hoesslin, más acordes con el espíritu de Bayreuth, aunque en 1930, finalmente, consintió en romper la tradición que imponía exclusivamente a directores alemanes, e invitó al más famoso director de la época, el italiano Arturo Toscanini. Del mismo modo, siguió contratando a cantantes extranjeros y, por primera vez, judíos. De esta época final de la dirección de Siegfried se puede destacar a Frida Leider, Alexander Kipnis, Lauritz Melchior, Emanuel List y Friedrich Schorr.
Siegfried Wagner incluyó en su testamento, de 1929, la disposición de que solo las obras de Richard Wagner se podrían representar en Bayreuth, lo que ha sido puesto en cuestión a raíz del debate sobre la dirección del Festival a principios del siglo XXI, por considerarse una vía de modernización, y de apertura para el festival. Siegfried Wagner murió en Bayreuth, a causa de un ataque cardíaco, durante el festival de 1930 (cuatro meses después de la muerte de Cosima), antes de poder estrenar su nueva producción de Tannhäuser.

### Winifred Wagner (1931 - 1944)
Tras el repentino fallecimiento de Siegfried, su viuda, la británica Winifred Wagner (nacida Winifred Marjorie Williams) se hizo cargo de la dirección del evento. Sin embargo, al contrario que sus predecesores, no se mostró interesada en la dirección artística de las producciones, y se concentró en la administración del festival. Para llevar los asuntos artísticos, trajo a Bayreuth a Heinz Tietjen, intendente de la Städtische Oper de Berlín, que se encargó de la renovación de las producciones del festival. Comenzó con Die Meistersinger y el Anillo en 1933, en colaboración con el escenógrafo Emil Preetorius, atreviéndose en 1934 a sustituir la histórica producción de Parsifal de 1882 por otra realizada junto con Alfred Roller. Estos cambios provocaron intensas polémicas entre los partidarios de mantener la tradición ligada al propio compositor, y los que pensaban que el festival necesitaba asumir la evolución del arte escénico que se había producido en los 50 años transcurridos desde la muerte de Wagner. Las nuevas producciones de Tietjen resultaron ser lujosas, modernas y efectivas.

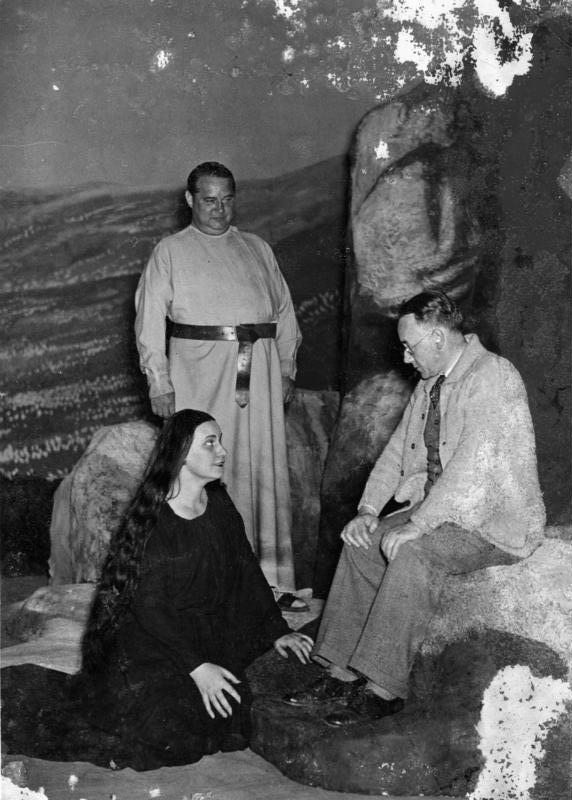
Heinz Tietjen ensayando con Martha Fuchs (Kundry) e Ivar Andresen (Gurnemanz) la producción de Parsifal de 1936.

En el aspecto musical también se produjo una cierta renovación, con la presencia, ya en 1930, de Toscanini, que dirigió Tannhäuser y Tristan e Isolda con gran éxito. En 1931 llegó a Bayreuth Wilhelm Furtwängler, que se encargó del Tristan, mientras Toscanini pasaba a dirigir Parsifal. Richard Strauss, que no dirigía en Bayreuth desde 1894, volvió en 1933 con Parsifal, y con una novedad: la interpretación de la novena sinfonía de Beethoven (para conmemorar los 50 años de la muerte de Wagner), que, de forma extraordinaria, se ha vuelto a interpretar en el Festspielhaus solo en otras cinco ocasiones desde entonces. El propio Tietjen se encargó de la dirección musical de algunas de sus producciones en esta etapa. En cuanto a los cantantes, los grandes nombres wagnerianos de esta etapa fueron Kirsten Flagstad, María Müller, Frida Leider, Martha Fuchs, Max Lorenz, Jaro Prohaska, Rudolf Bockelmann o Franz Völker.
Pero lo que marcó fundamentalmente la etapa de Winifred Wagner fue su relación personal con Adolf Hitler, que se remonta a las primeras visitas al festival, en 1923. Hitler había acudido al festival, además de por su afición a la música de Wagner, para entrevistarse con el escritor pangermanista Houston Stewart Chamberlain, cuñado de Siegfried y Winifred (se había casado en 1908 con Eva Wagner, hija de Wagner). A partir de la subida al poder del partido Nacionalsocialista en 1933, y gracias a la amistad de Hitler con la familia, el festival disfrutó de un periodo de estabilidad económica. Hitler, que ya se había hecho gran amigo de la familia Wagner, incluso en vida de Siegfried, apadrinó a los dos hijos de Winifred, Wieland y Wolfgang, apoyando la formación en dirección de escena del mayor, y eximiéndole del servicio en el frente durante la guerra. La influencia de Hitler en el festival fue creciendo, hasta convertirse prácticamente en su codirector, interviendo en la programación y selección de artistas. Fue Hitler quien propuso a Alfred Roller (a quien admiraba desde su juventud como estudiante de arte en Viena) como escenógrafo del nuevo Parsifal de 1934. Ante los "decepcionantes" resultados, el propio Hitler pidió una nueva producción para 1937, diseñada por Wieland, que recuperó la estética de la producción original. La primera consecuencia de la creciente influencia de Hitler en Bayreuth fue la renuncia de Toscanini, convencido antifascista, a volver a dirigir en el festival (además, estaba algo molesto por la contratación de Furtwängler). El propio Hitler escribió a Toscanini rogándole que volviera, para, tras su nueva negativa, ofrecerle la sustitución a Fritz Busch, quien rechazó la oferta, y abandonó Alemania con su familia. Bayreuth fue perdiendo, progresivamente, a muchos de los grandes cantantes wagnerianos de la época, que emigraron fuera de Alemania (Kirsten Flagstad, Frida Leider, Lauritz Melchior, Herbert Janssen o Alexander Kipnis) La propia hija de Winifred, Friedelind Wagner, se enemistó con la familia y abandonó Alemania en 1939.
A partir del inicio de la Segunda Guerra Mundial, la organización nazi Kraft durch Freude se hizo cargo de la venta y distribución de las entradas, y, en la práctica, de la organización del festival, a través de sus programas de viajes y vacaciones para los trabajadores del Reich. Hitler denominó a la nueva organización "festivales de guerra" (Kriegsfestspiele). El encargado de la administración fue Bodo Lafferentz, oficial de las SS, que en 1943 se casó con Verena, hija menor de Winifried, entrando a formar parte de la familia Wagner. Lafferentz garantizó el aporte de fondos para el festival, y el lleno en todas las funciones, con soldados de la Wehrmacht heridos en la guerra, o trabajadores de las fábricas de armamento. Tras el inicio de la guerra, se prohibieron las representaciones de Parsifal en toda Alemania, incluyendo Bayreuth. A partir de 1941, el festival se empezó a ver cada vez más afectado por la guerra: se decretó el oscurecimiento de la iluminación a partir de las 21 horas, en prevención de bombardeos aéreos, por lo que las representaciones debían comenzar al mediodía. En 1943 y 1944 solo se representó Die Meistersinger. Tietjen modificó su producción escénica, adaptada al gusto de la jerarquía nazi (pero, en ningún caso, incluyendo en escena simbología del partido, como llegó a ser habitual en otros teatros de Alemania). Furtwängler dirigió sus últimas representaciones wagnerianas en Bayreuth, en un ambiente cargado de tensión. El 9 de agosto de 1944 se celebró la última representación. El verano siguiente, Bayreuth estaba ya ocupado por las tropas norteamericanas, la casa de la familia Wagner (Wahnfried) se encontraba en ruinas, y Winifred y sus hijos habían huido de la ciudad.

## El «Nuevo Bayreuth» (desde 1951)
En los últimos días de la Segunda Guerra Mundial, los bombardeos aliados destruyeron alrededor de dos tercios de la ciudad de Bayreuth, aunque afortunadamente el Festspielhaus quedó intacto. Al terminar la guerra, el teatro se utilizó como lugar de entretenimiento para los soldados de las fuerzas norteamericanas de ocupación. Posteriormente, fue cedido en fideicomiso al Ayuntamiento de la ciudad por un periodo de cinco años, durante el que se utilizó para algunas representaciones operísticas (único periodo en el que en el Festspilehaus se han representado obras no compuestas por Wagner). Mientras tanto, se produjeron algunos movimientos para volver a poner en pie el festival wagneriano. El Ayuntamiento propuso a la hija de Winifred, Friedelind, que se había exiliado en Estados Unidos antes de la guerra, que asumiera la dirección de un nuevo festival, a lo que se negó. Por otro lado, Franz Wilhelm Beidler, que reclamaba, como hijo de Isolde Wagner (hija "natural" de Richard y Cosima) el derecho a ser el principal heredero del compositor, propuso una fundación, presidida por Thomas Mann, que se hiciera cargo del festival, dejando fuera a la familia Wagner "oficial". Mientras tanto, Winifred había sufrido un proceso de desnazificación, a la vista de su evidente relación con el partido y el régimen nazi. Como resultado, se le prohibió dirigir actividades teatrales. Como ella era la titular de los derechos sobre el festival, desde el testamento de Siegfried, renunció a ellos en favor de sus hijos Wieland y Wolfgang. Al concluir el periodo de fideicomiso, en 1950, el Festspielhaus volvió a ser propiedad de la familia Wagner, que, finalmente, consiguió la autorización y el apoyo de las nuevas autoridades alemanas para reabrir las puertas del festival en el verano de 1951.

### La Reapertura
Los dos hermanos se repartieron los papeles: Wieland, que se había formado como escenógrafo con Tietjen, y que había iniciado una carrera artística en Bayreuth y en Altenburg, se haría cargo de la dirección artística y de las producciones escénicas. Wolfgang, se ocuparía de la administración y de los aspectos financieros. Para la reapertura se programaron nuevas producciones de Parsifal, el Anillo y los Meistersinger. Los hermanos Wagner tenían claro que, desde el punto de vista artístico, debían iniciar cuanto antes una ruptura con la "tradición" representativa de la etapa anterior a la guerra, dirigida por su madre. La producción de Meistersinger se encargó a Rudolf Otto Hartmann, que dispuso una puesta en escena más bien tradicional, pero en el Anillo, y, sobre todo, en Parsifal, Wieland Wagner dejó ver, desde el primer momento, su nueva visión de los dramas musicales de su abuelo. Parsifal era una producción despojada de referencias realistas, aligerada de escenografía, con gran importancia de la iluminación, y con movimientos escénicos lentos y esquemáticos, que supusieron una espectacular ruptura con las producciones que se habían visto hasta entonces en Bayreuth. En el caso del Anillo, Wieland aún mantuvo algunas referencias a los símbolos y referencias tradicionales, que fue aligerando en sucesivos festivales. Era evidente la descarga en todas las obras de cualquier referencia "germanista", llegando a presentar a los Dioses del Walhalla como dioses griegos, evitando las asociaciones ideológicas que se habían presentado durante el nazismo.
En el aspecto musical, también intentó romper con toda referencia a la etapa anterior. Quiso contar con Furtwängler, que acababa de superar con éxito el proceso de desnazificación, pero este se negó a volver a dirigir en el foso del Festspielhaus. Finalmente, Furtwängler dirigió el concierto que abrió el Festival, el 29 de julio, con la novena de Beethoven. Para las óperas, eligió a Knappertsbusch, un especialista en Wagner, representante de la tradición interpretativa de estas obras, pero que estaba libre de toda sospecha, al haber sido destituido por los nazis de su puesto de director de la ópera de Múnich, y, además, no había dirigido nunca en Bayreuth. Como contrapunto, contrató a Herbert von Karajan, una joven estrella emergente de la dirección de orquesta alemana con un prometedor futuro. Knappertsbusch se hizo cargo de las funciones de Parsifal, Karajan de las de Meistersinger y ambos se repartieron los dos ciclos del Anillo. El propio Karajan recomendó a Wilhelm Pitz (con quien había trabajado en la ópera de Aquisgrán) para formar y dirigir un nuevo coro, para lo que recorrió Alemania haciendo audiciones. La Orquesta del Festival se formó con los mejores músicos de las orquestas alemanas, principalmente de la Filarmónica de Berlín y la Staatskapelle de Dresde.
Para los cantantes, Wieland intentó reclutar un equipo de cantantes-actores jóvenes, nuevos en el Festival, y comprometidos con sus "nuevas" ideas sobre la interpretación wagneriana. En ese primer festival ya aparecieron varios de los que se convirtieron en los pilares de la nueva etapa del Festival: Astrid Varnay, Martha Mödl, Wolfgang Windgassen, Paul Kuën, Hermann Uhde, Ludwig Weber o George London.
La reapertura del festival se convirtió en uno de los primeros acontecimientos musicales después de la guerra, y dio inicio a una histórica etapa de renovación y enriquecimiento de la interpretación de las obras de Richard Wagner

### La "edad de Oro" de Bayreuth
Tras el éxito artístico y financiero de 1951, el festival recobró su periodicidad anual. El de 1952 repitió el repertorio del año anterior, pero añadiendo una nueva producción de Tristán e Isolda, que abrió el festival. En el nuevo montaje, dirigido musicalmente por Karajan, Wieland Wagner insistía en su concepto escénico simplificado y simbólico, que tanto revuelo había causado en el primer festival, y dejaba clara su intención de renovar escénicamente todo el repertorio wagneriano. Al año siguiente, Wolfgang Wagner debutó como director escénico con Lohengrin, cosechando críticas que lo comparaban desfavorablemente con los montajes de su hermano. Se le acusaba de poca experiencia en las decoraciones, y de mala dirección de actores. En los años sucesivos, Wolfgang montó El holandés, mientras que Wieland ponía en escena Tannhäuser y Meistersinger. La producción de esta última obra, en 1956, provocó el primer abucheo del público a la dirección de escena en el Festival de Bayreuth. Wieland llegó al extremo de su concepto escénico, al eliminar toda referencia visual a la ciudad de Núremberg en escena, lo que resultó sorprendente, después de tantos años de escenografías naturalistas, especialmente en esta obra, asumida como propia por la propaganda del régimen nazi. Asimismo, estos maestros (conocidos como "Los Maestros Cantores sin Núremberg") se vieron como una provocación, ya que, de hecho, la ciudad de Núremberg permanecía, en ese momento, prácticamente destruida por los bombardeos de la Guerra. Wieland defendía los cambios como un intento de crear un «escenario invisible» que permitiría a la audiencia experimentar todos los aspectos psicosociales del drama sin las distracciones de los elaborados decorados. También se ha especulado con que desnudando las obras de Wagner de sus elementos históricos y germánicos, Wieland intentaba distanciar el festival de su pasado nacionalista y crear nuevas producciones con un atractivo universal. Con el tiempo, muchos críticos llegaron a apreciar la belleza única de las reinterpretaciones que Wieland hizo de las obras de su abuelo. Los dos hermanos se fueron repartiendo las nuevas producciones de los títulos del festival, exceptuando Parsifal, que mantuvo, con retoques, la emblemática producción de Wieland de 1951 (llegó a representarse 101 veces).

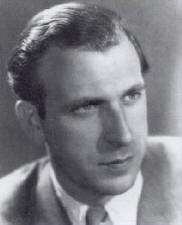
Hans Hotter, legendario Wotan en Bayreuth

Precisamente la producción de Parsifal fue el detonante de las diferencias entre Wieland y Knappertsbusch, lo que provocó que el director saliera del programa del festival de 1953, siendo sustituido por Clemens Krauss. Este hecho, junto con la salida de Karajan, también con diferencias artísticas, hizo que Wieland Wagner buscara nuevos directores que le ayudaran a llevar a cabo su "renovación" también desde el punto de vista musical. Fue así como fueron llegando a Bayreuth directores como Joseph Keilberth, Eugen Jochum, André Cluytens, Wolfgang Sawallisch, Erich Leinsdorf o Rudolf Kempe. El propio Knappertsbusch se reconcilió con Wieland Wagner tras el repentino fallecimiento de Clemens Krauss, y asumió la dirección de Parsifal desde 1954 hasta 1964 (así como algunas funciones del Anillo, Meistersinger y Holandés errante). En esta etapa, la orquesta, y sobre todo el coro del festival (bajo la dirección de Pitz) alcanzaron niveles de calidad casi legendarios. En cuanto a los cantantes, a la base del primer festival se fueron añadiendo los nombres que hicieron merecer a esta época el apelativo de "edad de oro" del festival: Hans Hotter, Jon Vickers, Hans Beirer, Ramón Vinay, Sandor Konya, Birgit Nilsson, Leonie Rysanek, Régine Crespin, Anja Silja, Jerome Hines, Gustav Neidlinger, Josef Greindl...
Causó también bastante polémica la intervención de Wieland Wagner en las partituras, recortando algunos fragmentos para adaptar la música a su concepto escénico. Fueron especialmente discutidos algunos cortes en Lohengrin o Götterdämmerung, la recuperación de la versión original de Holandés errante en la producción de 1959, y, sobre todo, la "nueva" versión de Tannhäuser en la producción de 1961, fundiendo las dos versiones existentes de la obra. Esta producción se recuerda especialmente, por la aparición del ballet de Maurice Béjart en la "bacanal" del primer acto, y por la interpretación de Venus por la soprano norteamericana Grace Bumbry, primera cantante de raza negra en actuar en Bayreuth. En esta producción apareció, por primera vez, una cantante española: Victoria de los Ángeles. Desde entonces, solo otros dos cantantes españoles han aparecido sobre el escenario del Festspielhaus, los tenores Plácido Domingo (Siegmund y Parsifal, entre 1992 y 2000) y Jorge Rodríguez-Norton (Heinrich der Schreiber en el Tannhäuser de 2019). Domingo fue también el primer español que dirigió la orquesta del Festival, en tres funciones de Die Walküre en 2018, seguido de Pablo Heras-Casado, que se hizo cargo de la direccíón musical de la nueva producción de Parsifal en 2023 y los años siguientes.
De los últimos años de la etapa de Wieland Wagner, se puede destacar especialmente la mítica producción de Tristan und Isolde de 1962, dirigida por Karl Böhm, con la pareja formada por Wolfgang Windgassen y Birgit Nilsson. En 1965 Wieland Wagner presentó su segunda producción del Anillo, dirigida por Böhm, con lo que esperaba continuar su renovación musical. Ese mismo año, tras la muerte de Knappertsbusch, confió la dirección musical de Parsifal al joven Pierre Boulez, lo que significó también una ruptura con el estilo más tradicional del director alemán. La inesperada muerte de Wieland Wagner, por un cáncer de pulmón, tras el festival de 1966, truncó la renovación emprendida en 1951. Wolfgang asumió en solitario la dirección artística y administrativa del festival, y comenzó a sustituir las producciones de su hermano por las propias.
En los primeros años 70, junto con las críticas a las producciones de Wolfgang Wagner, se produjo una cierta crisis artística, por parte de directores y cantantes, así como el recrudecimiento de las disputas familiares entre el nuevo director y los herederos de Wieland. En 1973 el festival y sus activos fueron transferidos a una recién creada Fundación Richard Wagner, cuyo consejo de dirección incluía a miembros de la familia Wagner además de otros nombrados por el estado. Wolfgang Wagner conservó la presidencia de la administración; su idoneidad para el cargo nunca fue cuestionada.

### Werkstatt Bayreuth

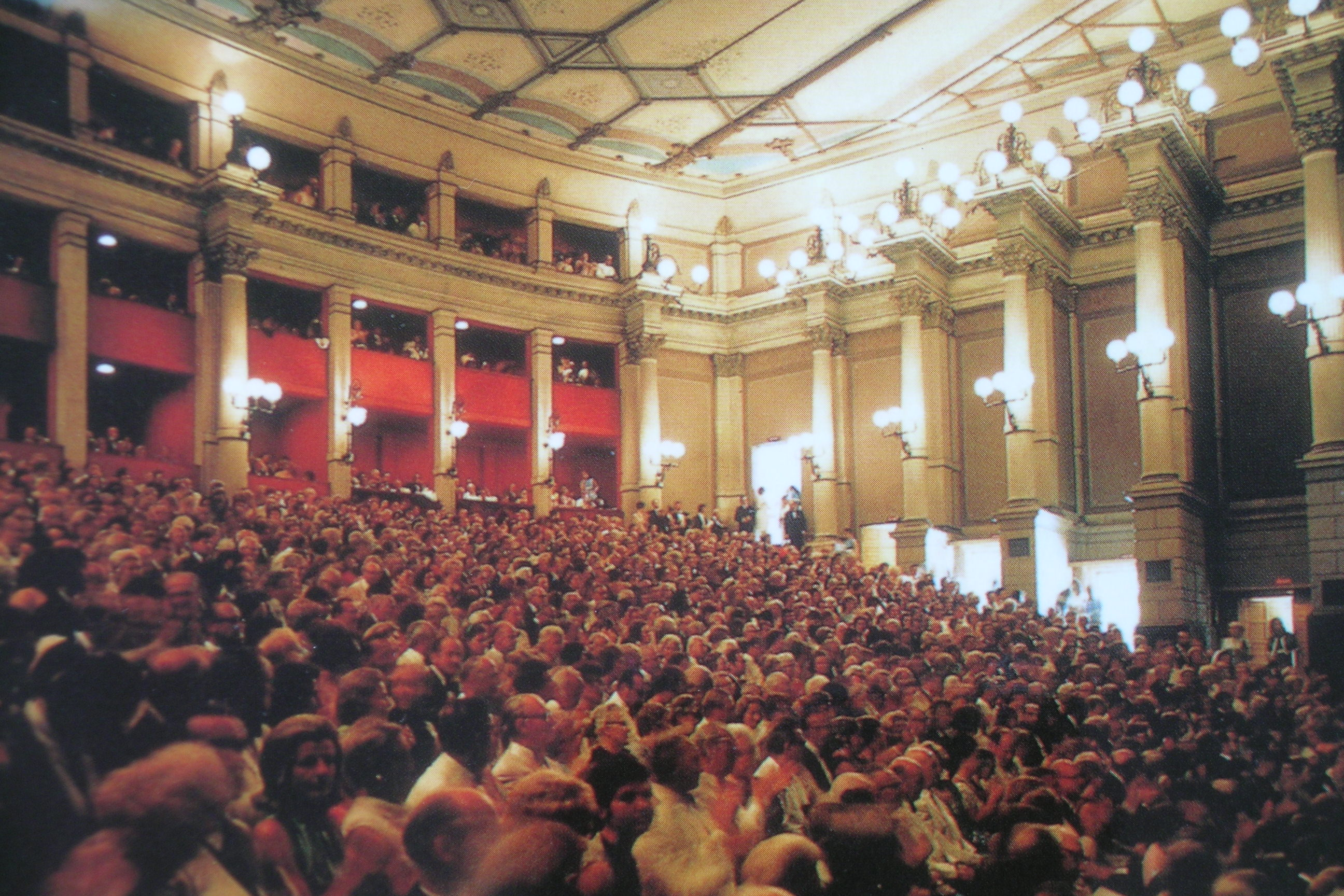
Interior de la sala.

Mientras Wolfgang Wagner continuaba administrando el festival, a principios de los setenta, la producción de las obras pasó a manos de una serie de nuevos directores, que Wolfgang bautizó como Werkstatt Bayreuth ('El taller de Bayreuth'). La idea era convertir el festival en un laboratorio de opera, dando la oportunidad a los directores de experimentar con nuevos métodos de representación. El cambio vino impuesto por la necesidad, ya que era imposible para Wolfgang administrar y dirigir el Festival simultáneamente. Además, era una oportunidad para renovarse con cada producción, en lugar de seguir representando las mismas óperas a la manera tradicional año tras año. Ingmar Bergman, que produjo una versión sueca del clásico de Mozart, Die Zauberflöte (La flauta mágica), rechazó una invitación para dirigir el festival.
La producción más exitosa del Werkstatt Bayreuth fue el Ciclo del Anillo, en celebración del centenario de su estreno, bajo la dirección del francés Patrice Chéreau (y Pierre Boulez a la batuta). Chéreau utilizó un montaje del siglo XIX renovado, siguiendo la interpretación de George Bernard Shaw, que veía el Anillo como una obra de carácter social sobre la explotación de la clase obrera por los ricos capitalistas del siglo XIX. La audiencia se vio dividida entre aquellos que consideraron la obra una ofensa y aquellos que la consideraron como el mejor ciclo del Anillo jamás producido. La polémica no tenía precedentes en la historia del festival. Las actuaciones por el contrario, fueron aclamadas como una de las mejores jamás vistas en la historia de la ópera.
Otros grandes directores que participaron en el Werkstatt Bayreuth fueron Jean Pierre Ponnelle de la Ópera de París (Tristán e Isolda), Sir Peter Hall de la Royal Shakespeare Company (el Anillo que sustituyó al de Chéreau en 1983, que falló en su intento de restablecer la interpretación "tradicional"), Götz Friedrich (Tannhäuser, Lohengrin y Parsifal), de la Deutsche Oper Berlín, Harry Kupfer (Holandés Errante y Anillo), de la Komische Oper de Berlín en la antigua RDA, o el cineasta Werner Herzog (Lohengrin). Finalmente, la decisión de Wolfgang de rejuvenecer Bayreuth con directores experimentales ha restablecido sin duda la reputación del festival como el líder mundial en la ópera wagneriana. En los años 80 y 90 Wolfgang Wagner restringió sus aportaciones a la escena de Bayreuth a producciones de Parsifal, Tannhäuser y Meistersinger.
Musicalmente, además del original punto de vista de Boulez del Anillo, es de destacar el acontecimiento que supuso la presentación de Carlos Kleiber entre 1974 y 1976, en la nueva producción de Tristán e Isolda dirigida por August Everding. En esta época destacaron también como directores de orquesta Horst Stein y Colin Davis. Georg Solti hizo su única aparición en Bayreuth en el "fallido" Anillo de Peter Hall en 1983. En los años sucesivos el podio de Bayreuth lo dominaron Daniel Barenboim (Tristán, Anillo y Maestros) y James Levine (Parsifal y Anillo).

### Bayreuth en el nuevo siglo

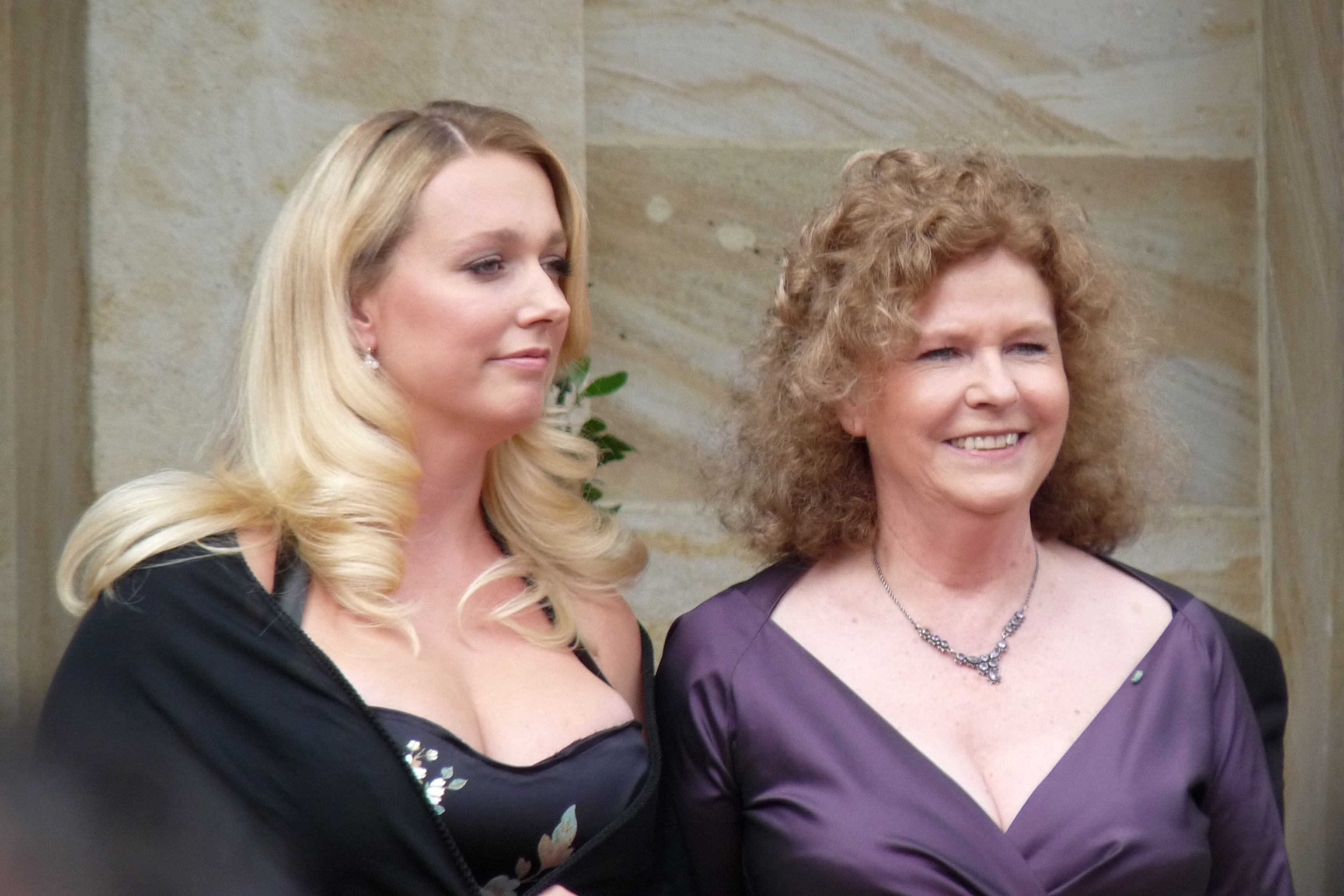
Katharina y Eva Wagner, directoras del Festival

El festival estuvo bajo la dirección de Wolfgang Wagner hasta su retirada a finales de agosto de 2008. Con anterioridad hubo mucha incertidumbre al respecto de su sucesión al frente del festival. Ya en 2001, los 21 miembros del Consejo de directores votaron para que su hija primogénita Eva Wagner-Pasquier le sucediera. No obstante, Wolfgang Wagner propuso traspasar la dirección a hija menor, Katharina, hija de su segunda mujer, Gudrun, lo que se frustró con el fallecimiento de Gudrun en 2007. No se formalizó ninguna decisión con respecto a la sucesión hasta septiembre de 2008, cuando Eva Wagner-Pasquier y Katharina Wagner, fueron encargadas por el ministro de cultura de Baviera, Thomas Goppel, para tomar control del festival. Ellas asumieron la tarea inmediatamente, dado que su padre había anunciado su retirada a la finalización del festival de ese mismo año. Las dos nuevas codirectoras del festival, fueron seleccionadas por delante de su prima Nike Wagner, hija de Wieland Wagner, y de Gerard Mortier, que presentaron una candidatura a la dirección de última hora el 24 de agosto.
En 2015, Katharina Wagner anunció el nombramiento de Christian Thielemann como director musical (Musikdirektor) del Festival, un cargo hasta la fecha inexistente y que le convierte en el máximo responsable musical. Ya en los años treinta del siglo XX se pensó en crear este puesto y ofrecérselo a Wilhelm Furtwängler, desechándose finalmente la idea. La gestión en el puesto de Thielemann en el Festival ha estado rodeada de polémica, relacionándose con las renuncias a seguir dirigiendo en el Festival de los directores Kirill Petrenko (en el Anillo) y Andris Nelsons (en la nueva producción de Parsifal de 2016, un mes antes del estreno).
Tras el festival de 2015, Eva Wagner se retiró de la dirección, dejando el puesto de Directora del Festival en solitario en manos de Katharina, junto a Holger von Berg y Heinz-Dieter Sense como administradores y a Daniel Weber como Director artístico. Al igual que su padre, su tío, su abuelo y su bisabuelo, Katharina Wagner se ha reservado algunas producciones de los Festivales que ha dirigido, para ejercer también la labor de dirección de escena, comenzando con Die Meistersinger en 2007 y continuando con Tristan en 2015.
La edición del festival del verano de 2020 se tuvo que suspender, debido a las medidas sanitarias establecidas en relación con la pandemia de Coronavirus. Ese año estaba previsto el estreno de una nueva producción del Anillo, que se tuvo que postponer para las ediciones de 2021 (solo Die Walküre) y 2022 (todo el ciclo). Ha sido la primera vez, desde la reapertura del Festival en 1951, que se ha dejado de celebrar una edición. En 2021 se celebró una edición reducida, con versiones de concierto de Parsifal, y con el estreno de una nueva producción del Holandés, dirigida por Dmitry Chernyakov, en la que destacó la dirección musical, por primera vez,de una mujer, Oksana Lyniv. Posteriormente, la han seguido Nathalie Stutzmann (Tannhäuser en 2023) y Simone Young (el Anillo, en 2024)-
A pesar de las luchas internas por su control, el festival sigue atrayendo miles de visitantes cada verano. La demanda (unas 500.000 peticiones) supera con creces la oferta (60.000 entradas); el tiempo de espera es de entre 5 y 10 años, con ciertas excepciones para donantes del Festival, patronos famosos del mismo y entusiastas del «Maestro». En 2013, por primera vez, se pusieron a la venta de forma "libre", por internet, las entradas de varias de las funciones del festival de 2014, fuera del proceso tradicional de adjudicación. Las 10 000 entradas disponibles se vendieron íntegramente en pocos minutos.
La producción de El Anillo se renueva cada 5/7 años, siguiendo un año en el que no se representa. Los años en los que representa El Anillo, se le acompaña de otras tres óperas, en los que no, se representan hasta cinco óperas.
Entre los grandes éxitos de Bayreuth en el siglo XXI cabe destacar:
- Los maestros cantores de Núremberg (1996-2002), con dirección musical de Christian Thielemann, en la producción de Wolfgang Wagner, con Robert Hall (Sachs), Robert-Dean Smith (Walther) y Emily Magee (Eva). (2017-2021), con dirección musical de Philippe Jordan, en la producción de Barrie Kosky, con Michael Volle (Sachs), Klaus Florian Vogt (Walther) y  Anne Schwanewilms (Eva).
- Lohengrin (2002-2003 y 2005), dirigido por Andrew Davis, en la producción de Keith Warner, con Peter Seiffert (Lohengrin), Petra-Maria Schnitzer (Elsa), John Wegner (Telramund) y Judit Nemeth (Ortrud).
- Tannhäuser (2002-2005), con dirección musical de Christian Thielemann y producción de Philippe Arlaud, con Stephen Gould (Tännhauser), Ricarda Merbeth (Elisabeth) y Roman Trekel (Wolfram).
- Tristán e Isolda (2006, 2008, 2009), con dirección musical de Peter Schneider, en la producción de Christoph Marthaler, con Robert-Dean Smith (Tristan), Nina Stemme (Isolda) y Kwangchul Youn (Rey Marke). (2015-2019), con dirección musical de Christian Thielemann y producción escénica de Katharina Wagner, con Stephen Gould (Tristán), Evelyn Herlitzius (Isolda) y Georg Zeppenfeld (Marke)
- El anillo del nibelungo (2006-2010), con dirección musical de Christian Thielemann en la producción de Tankred Dorst, con Albert Dohmen (Wotan), Andrew Shore (Alberich), Gerhard Siegel (Mime), Adrianne Pieczonka (Sieglinde), Stephen Gould, Christian Franz y Lance Ryan (Siegfried), Linda Watson (Brünnhilde), Kwangchul Youn (Fasolt/Hunding) y Hans-Peter König (Fafner/Hagen). (2013-2017), con dirección musical de Kirill Petrenko y Marek Janowski, en la producción de Frank Castorf, con, entre otros Wolfgang Koch (Wotan), Martin Winkler (Alberich), Catherine Foster (Brünnhilde) y Stefan Vinke (Siegfried).

## Producciones

### El anillo del Nibelungoen Bayreuth[1]
| Estreno   | Última representación | Director de escena | Escenógrafo              | Director de orquesta                                                                                             | Representaciones |
| --------- | --------------------- | ------------------ | ------------------------ | --- | ---------------- |
| 1876      | 1876                  | Richard Wagner     | Joseph Hoffmann          | Hans Richter | 12               |
| 1896      | 1931                  | Cosima Wagner      | Max Brückner             | Felix Mottl, Hans Richter, Siegfried Wagner, Franz Beidler, Michael Balling, Franz von Hoesslin, Karl Elmendorff | 164              |
| 1933      | 1942                  | Heinz Tietjen      | Emil Preetorius          | Karl Elmendorff, Heinz Tietjen, Wilhelm Furtwängler, Franz von Hoesslin                                          | 11               |
| 1951      | 1958                  | Wieland Wagner     | Wieland Wagner           | Hans Knappertsbusch, Herbert von Karajan, Joseph Keilberth, Clemens Krauss                                       | 64               |
| 1960      | 1964                  | Wolfgang Wagner    | Wolfgang Wagner          | Rudolf Kempe, Berislav Klobucar                                                                                  | 48               |
| 1965      | 1968                  | Wieland Wagner     | Wieland Wagner           | Karl Böhm, Otmar Suitner, Lorin Maazel                                                                           | 49               |
| 1970      | 1975                  | Wolfgang Wagner    | Wolfgang Wagner          | Horst Stein | 65               |
| 1976      | 1980                  | Patrice Chéreau    | Richard Peduzzi          | Pierre Boulez | 68               |
| 1983      | 1986                  | Peter Hall         | William Dudley           | Georg Solti, Peter Schneider                                                                                     | 52               |
| 1988      | 1992                  | Harry Kupfer       | Hans Schavernoch         | Daniel Barenboim                                                                                                 | 64               |
| 1994      | 1999                  | Alfred Kirchner    | Rosalie                  | James Levine | 64               |
| 2000      | 2004                  | Jürgen Flimm       | Erich Wonder             | Giuseppe Sinopoli, Adam Fischer                                                                                  | 64               |
| 2006      | 2010                  | Tankred Dorst      | Frank Philipp Schössmann | Christian Thielemann                                                                                             | 64               |
| 2013      | 2018                  | Frank Castorf      | Aleksandar Denić         | Kirill Petrenko, Marek Janowski, Plácido Domingo                                                                 | 68               |
| 2021-2022 | -                     | Valentin Schwarz   | Andrea Cozzi             | Cornelius Meister, Pietari Inkinen, Simone Young                                                                 | 35               |

### Parsifalen Bayreuth[1]
| Estreno | Última representación | Director de escena      | Escenógrafo                      | Director de orquesta | Representaciones |
| ------- | --------------------- | ----------------------- | -------------------------------- | --- | ---------------- |
| 1882    | 1933                  | Richard Wagner          | Max Brückner, Paul von Joukowsky | Hermann Levi, Richard Wagner, Franz Fischer, Felix Mottl, Anton Seidl, Karl Muck, Michael Balling, Franz Beidler, Siegfried Wagner, Willibald Kaehler, Arturo Toscanini, Richard Strauss | 205              |
| 1934    | 1936                  | Heinz Tietjen           | Alfred Roller                    | Richard Strauss, Franz von Hoesslin, Wilhelm Furtwängler | 11               |
| 1937    | 1939                  | Heinz Tietjen           | Wieland Wagner                   | Franz von Hoesslin, Wilhelm Furtwängler | 15               |
| 1951    | 1973                  | Wieland Wagner          | Wieland Wagner                   | Hans Knappertsbusch, Clemens Krauss, André Cluytens, Pierre Boulez, Horst Stein, Eugen Jochum                                                                                            | 101              |
| 1975    | 1981                  | Wolfgang Wagner         | Wolfgang Wagner                  | Horst Stein, Hans Zender | 39               |
| 1982    | 1988                  | Götz Friedrich          | Andreas Reinhardt                | James Levine, Daniel Barenboim | 33               |
| 1989    | 2001                  | Wolfgang Wagner         | Wolfgang Wagner                  | James Levine, Giuseppe Sinopoli, Christoph Eschenbach, Christian Thielemann | 65               |
| 2004    | 2007                  | Christoph Schlingensief | Daniel Angermayr                 | Pierre Boulez, Adam Fischer | 21               |
| 2008    | 2012                  | Stefan Herheim          | Heike Scheele                    | Daniele Gatti, Philippe Jordan | 29               |
| 2016    | 2019                  | Uwe Eric Laufenberg     | Gisbert Jäkel                    | Hartmut Haenchen, Marek Janowski, Semyon Bychkov | 24               |
| 2022    | -                     | Jay Scheib              | Mimi Lien                        | Pablo Heras-Casado | 13               |

## Discografía[15]
Se han conservado algunos documentos sonoros de la primera etapa del festival, de gran interés, y que documentan la forma "tradicional" de presentar las obras de Wagner en la época de Siegfried y Winifred Wagner. La primera es una serie de fragmentos de Parsifal grabados en 1927 bajo la dirección de Karl Muck (escena final del primer acto, una escena del segundo y gran parte del tercero), junto con otro fragmento del último acto interpretado por Alexander Kipnis y dirigido por el propio Siegfried Wagner. El segundo reúne una amplia selección de fragmentos de Tristan und Isolde grabados en 1928 bajo la dirección de Karl Elmendorff, y cuenta con las voces de Gunnar Graarud, Nanny Larsen-Todsen, Rudolf Bockelmann e Ivar Andrésen. El último es un documento de 1930, con un Tannhäuser bastante resumido, que fue dirigido por Karl Elmendorff, debido a que, por razones de contrato, no pudo grabarlo Toscanini, que fue quien ese año dirigió el estreno de la última producción de Siegfried Wagner. Destaca la presencia en el reparto de Herbert Janssen, Maria Müller y Sigismund Pilinszky. Todos estos registros han sido reeditados en disco compacto por varios sellos. También se puede destacar el último Meistersinger previo a la guerra (1943), dirigido por Furtwängler, que no se ha conservado completo, cantado por Jaro Prohaska, Max Lorenz, Maria Müller y Eugen Fuchs
El "nuevo Bayreuth" se encuentra bastante documentado discográficamente (y desde los años 70, también videográficamente) por grabaciones "oficiales" y también por la reedición de las retransmisiones radiofónicas de la época. De entre la multitud de grabaciones se pueden seleccionar las siguientes:

### El Anillo del Nibelungo
- 1951 (solo Götterdämmerung del primer ciclo) / Knappertsbusch / Aldenhoff, Varnay, Uhde, etc.[nota 9]
- 1951 (solo el tercer acto de La Valquiria del segundo ciclo) / Karajan / Varnay, Rysanek, Björling.
- 1955 / Keilberth / Hotter, Neidlinger, Varnay, Brouwenstijn, Windgassen, Greindl, Uhde[nota 10]
- 1958 / Knappertsbusch / Hotter, Rysanek, Vickers, Varnay, Windgassen, Greindl.
- 1966-1967 / Böhm / Adam, Neidlinger, King, Rysanek, Nilsson, Windgassen, Stewart.
- 1980 / Boulez / McIntyre, Altmeyer, Hofmann, Jones, Zednik, Jung (en DVD, producción de P. Chéreau de 1976)
- 1991-1992 / Barenboim / Tomlinson, Elming, Secunde, Evans, Jerusalem (en DVD, producción de Harry Kupfer de 1988)
- 2008 / Thieleman / Dohmen, Wottrich, Westbroek, Watson, Gould (existe grabación en DVD, de 2010, de La walkiria de esta producción de Tankred Dorst de 2006)

### Parsifal
- 1951 / Knapperstbusch / Windgassen, Mödl, London, Weber
- 1953 / Krauss / Vinay, Mödl, London, Weber
- 1956 / Knappertsbusch / Vinay, Mödl, Fischer-Dieskau, Greindl
- 1960 / Knappertsbusch / Beirer, Crespin, Stewart, Greindl
- 1962 / Knapperstbusch / Thomas, Dalis, London, Hotter
- 1970 / Boulez / King, Jones, Stewart, Crass
- 1981 / Stein / Jerusalem, Randova, Weikl, Sotin (en DVD, producción de Wolfgang Wagner de 1975)
- 1985 / Levine / Hofmann, Meier, Estes, Sotin
- 1998 / Sinopoli / Elming, Watson, Sotin, Struckmann (en DVD, producción de Wolfgang Wagner de 1989)
- 2016 / Haenchen / Vogt, Zeppenfeld, Pankratova, McKinni, Lehner, Grochowski (en DVD, producción de Eric Uwe Laufenberg estrenada el mismo año)

### Die Meistersinger von Nürnberg
- 1951 / Karajan / Edelmann, Kunz, Hopf, Schwarzkopf
- 1956 / Cluytens / Hotter, Schmitt-Walter, Windgassen, Brouwenstijn
- 1960 / Knappertsbusch / Greindl, Schmitt-Walter, Windgassen, Grümmer
- 1968 / Böhm / Adam, Helmsey, Kmentt, Jones
- 1984 / Stein / Weikl, Prey, Jerusalem, Häggander (en DVD, producción de Wolfgang Wagner de 1981)
- 1998 / Barenboim / Holl, Schmidt, Seiffert, Magee (en DVD, producción de Wolfgang Wagner de 1996)
- 2008 / Weigle / Hawlata, Volle, Vogt, Kaune (en DVD, producción de Katharina Wagner de 2007)
- 2017 / Jordan / Volle, Kränzle, Vogt, Schwanewilms (en DVD, producción de Barrie Kosky estrenada ese año).

### Tristan und Isolde
- 1952 / Karajan / Vinay, Mödl, Hotter, Malaniuk, Weber
- 1953 / Jochum / Vinay, Varnay, Neidlinger, Malaniuk, Weber
- 1957 / Sawallisch / Windgassen, Nilsson, Hotter, Hoffman, van Mill
- 1966 / Böhm / Windgassen, Nilsson, Wächter, Ludwig, Talvela
- 1974 / Kleiber / Brilioth, Ligendza, McIntyre, Minton, Moll
- 1983 / Barenboim / Kollo, Meier, Becht, Schwarz, Salminen (en DVD, producción de Jean Pierre Ponnelle de 1981)
- 1995 / Barenboim / Jerusalem, Meier, Struckmann, Priew, Hölle (en DVD, producción de Heiner Müller de 1993)
- 2009 / Schneider / Smith, Theorin, Rasilainen, Breedt, Holl (en DVD, producción de Christoph Marthaler de 2005)
- 2015 / Thielemann / Gould, Herlitzius, Patterson, Mayer, Zeppenfeld (en DVD, producción de Katharina Wagner estrenada el mismo año.

### Der fliegende Höllander
- 1955 / Knappertsbusch / Uhde, Varnay, Weber, Windgassen
- 1955 / Keilberth / Uhde, Varnay, Weber, Lustig
- 1961 / Sawallisch / Crass, Silja, Greindl, Uhl
- 1971 / Böhm / Stewart, Jones, Ridderbusch, Esser
- 1985 / Nelsson / Estes, Balslev, Salminen, Schunk (en DVD, producción de Harry Kupfer de 1978)
- 2013 / Thielemann / Youn, Merbeth, Selig, Muzek, Mayer, Bruns (en DVD, producción de Jan Philipp Gloger de 2012)

### Tannhäuser
- 1955 / Cluytens / Windgassen, Brouwenstijn, Wilfert, Fischer-Dieskau, Greindl
- 1961 / Sawallisch / Windgassen, de los Angeles, Bumbry, Fischer-Dieskau, Greindl
- 1962 / Sawallisch / Windgassen, Silja, Bumbry, Wächter, Greindl
- 1978 / Davis / Wenkoff, Jones, Weikl, Sotin (en DVD, producción de Götz Friedrich de 1972)
- 1989 / Sinopoli / Versalle, Studer, Engert-Ely, Brendel, Sotin (en DVD, producción de Wolfgang Wagner de 1985)
- 2014 / Kober / Kerl, Nylund, Breedt, Eiche, Youn (en DVD, producción de Sebastiam Baumgarten estrenada en 2011)

### Lohengrin
- 1953 / Keilberth / Windgassen, Steber, Uhde, Varnay, Greindl
- 1958 / Cluytens / Konya, Rysanek, Blanc, Varnay, Engen
- 1962 / Sawallisch / Thomas, Silja, Vinay, Varnay, Crass
- 1967 / Kempe / Konya, Harper, McIntyre, Hoffman, Ridderbusch
- 1982 / Nelsson / Hofmann, Armstrong, Connell, Roar (en DVD, producción de Götz Friedrich, de 1979)
- 1990 / Schneider / Frey, Studer, Wlaschiha, Schnaut, Schenk (en DVD, producción de Werner Herzog, de 1987)
- 2012 / Nelsons / Vogt, Dasch, Rasilainen, Lang, Zeppenfeld (en DVD, producción de Hans Neuenfels, de 2010)